# Little Horkesley
Little Horkesley är en by och en civil parish i Colchester i Essex i England. Orten har 216 invånare (2001). Den har en kyrka.